# Arctosa vaginalis
Arctosa vaginalis är en spindelart som beskrevs av Yu och Song 1988. Arctosa vaginalis ingår i släktet Arctosa och familjen vargspindlar. Inga underarter finns listade i Catalogue of Life.